# Molnsättra gård

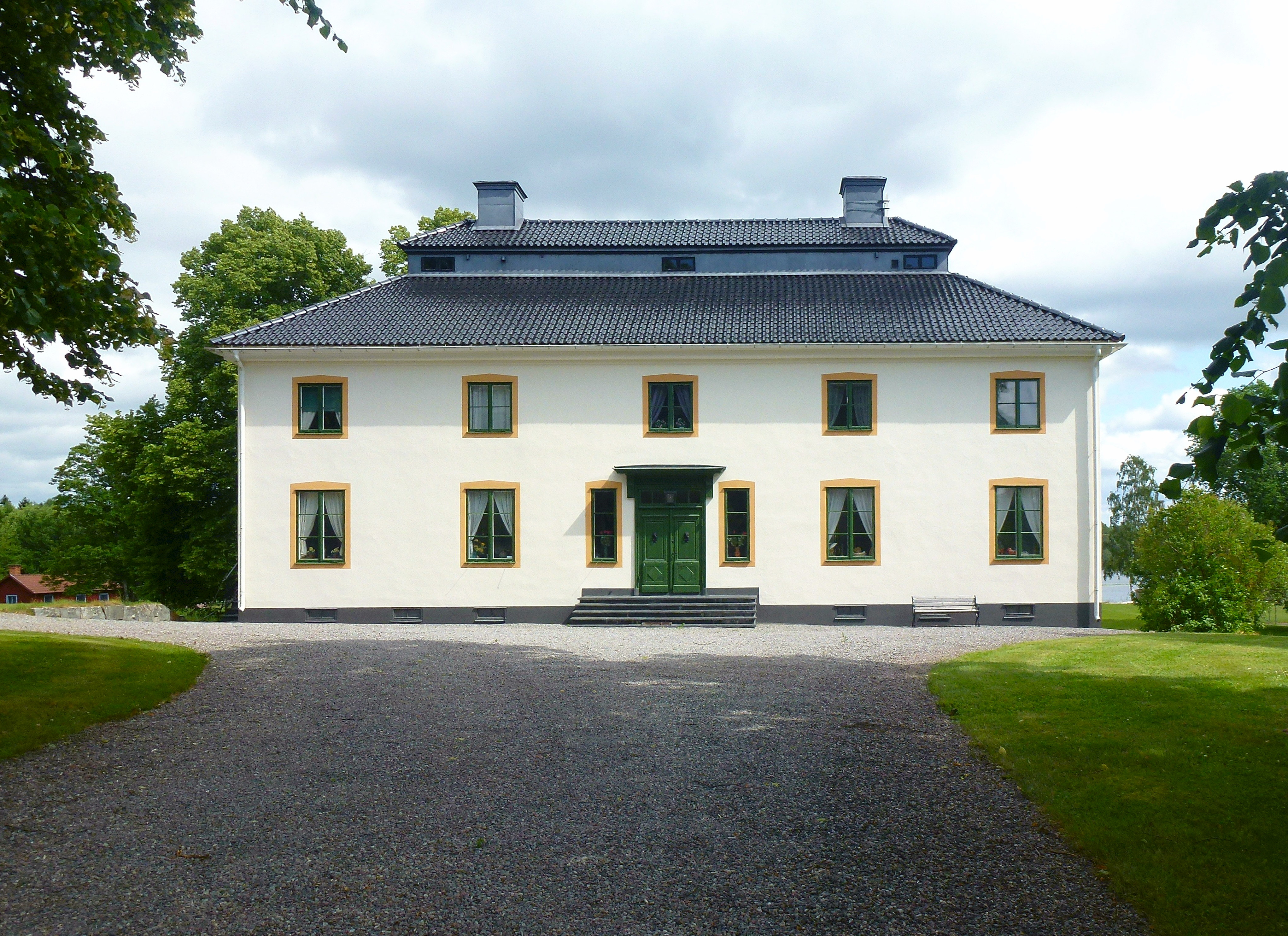
Molnsättra gårds huvudbyggnad, fasad mot väst, juli 2015.

Molnsättra gård (stavas även Molnsätra) är en herrgård i Kallhäll i Järfälla socken i Järfälla kommun, Stockholms län. Gården är omnämnd sedan 1500-talet. Den är ett av de få kvarvarande lantbruken nära Stockholms tätort som drivs av privata ägare. Gården ligger på norra Järvafältet, mitt i Molnsättra naturreservat men själva gårdsanläggningen hör inte till reservatsområdet.

## Historik

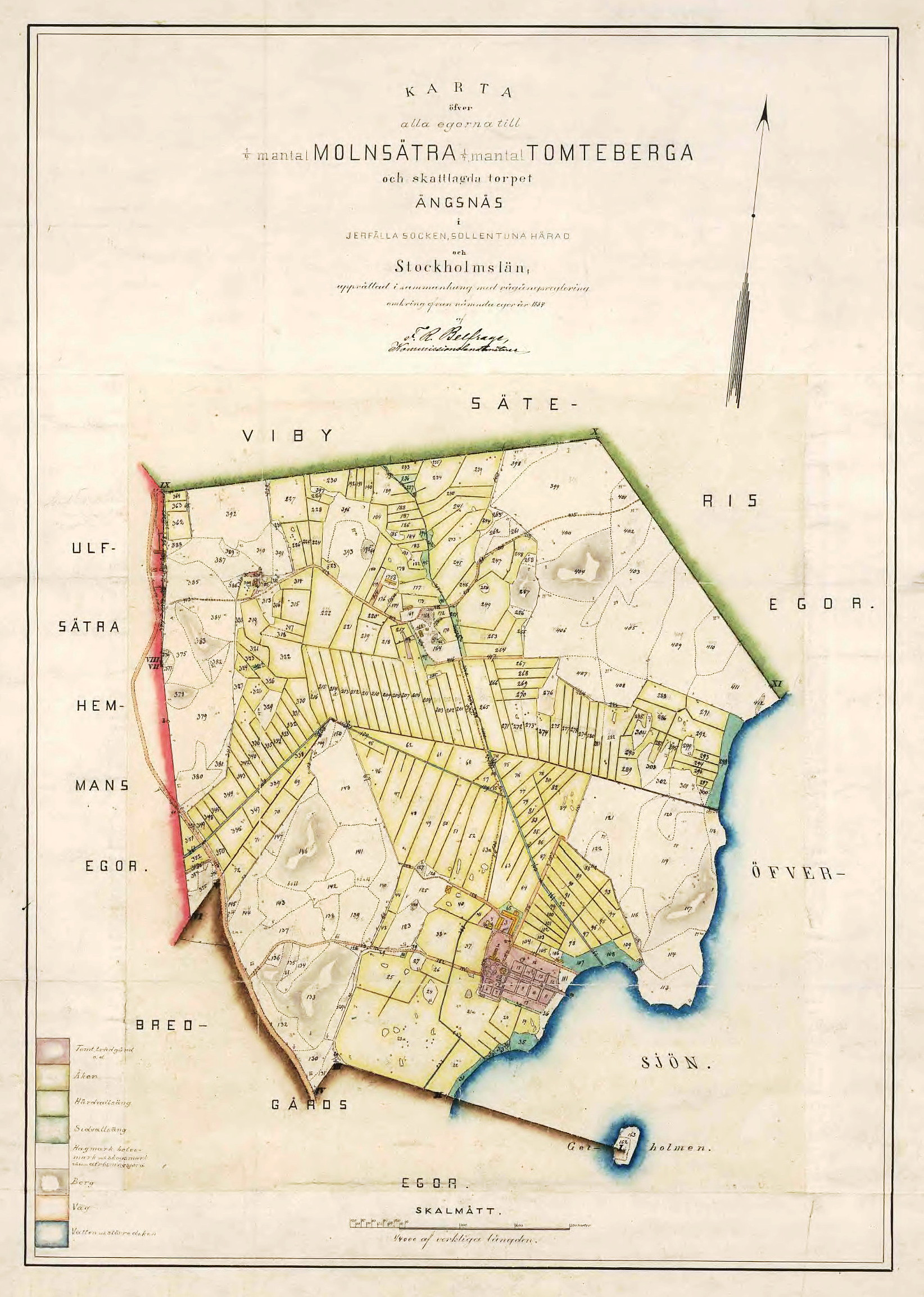
Molnsättras ägor 1884.

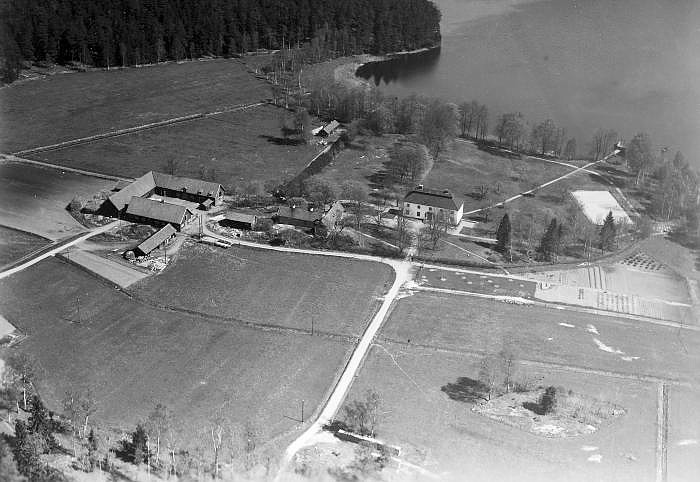
Molnsättra 1936.

Troligen fanns här bosättningar redan under yngre järnåldern som ett mindre gravfält norr om gården kan vittna om. Molnsättra gård och det numera försvunna Tomteberga gård var granngårdar som dokumenteras skriftigt första gången i 1538 års jordebok. Den tidigast omnämnda bonden på Molnsättra hette Peder som brukade gården 1538. Enligt den äldsta jordeboken där gården Molnsättra omnämns skrivs gårdsnamnet här Mulsettre och det var då en frälsegård. Gården ägs 1545 av kammarrådet Björn Pedersson (Bååt) (död 1570). Efter hans död 1570 ärvdes Molnsättra inom ätterna Bååt och Ekeblad till 1634, då generalen Lennart Torstenson bytte till sig Molnsättra under Ulvsunda säteri. Gården brukades då av en bonde vid namn Bengt. Enligt 1611 års hjonelagslängd är han skriven på gården tillsammans med sin hustru, en dräng, en piga och Oluff, som är skinnberedare.
I mitten på 1600-talet lydde Molnsättra under Säby gård, så att ägaren till Säby, riksrådet Schering Rosenhane nu ägde även Molnsättra. Dessa båda gårdar följdes åt fram till 1705, då dåvarande assessorn, senare landshövdingen Arvid Nilsson Hägerflycht (1665-1751) köpte Molnsättra. Gården blev självständig egendom i början på 1700-talet, då grosshandlaren Valentin Toutin från Stockholm var ägare. Under 1700-talet ägdes gården av landshövding Arvid Hägerflycht som även ägde Hägerstalunds gård i Sollentuna socken och Hakarps säteri i Hakarps socken. Vid Arvid Nilsson Hägerflychts död 1751 bildade Molnsättra tillsammans med en rad andra gårdar i Järfälla ett fideikommiss som bestod fram till 1822. Efter Arvid Hägerflycht övertogs gården av hans dotterson Arvid Johan Teet.
Teets släkt hade sedan gården fram till 1822 och 1865 förvärvades egendomen av bergsrådet Fredrik Anton Berndes (1791-1871). Han köpte även Tomteberga och gårdens mark har sedan dess brukats under Molnsättra. Då sträckte sig Molnsättras och Tomtebergas ägor från Enköpingsvägen i väst till Översjön i öst, även en del av Översjöns vattenområde fram till ön Getholmen ingick. Fideikommissen Molnsättra gård bestod fram till 1822 och då begärde nämligen majoren friherre Sven Cederström tillstånd att flytta fideikommissnaturen till gårdar under Körunda säteri i Ösmo och Sorunda socknar.
Genom köp och arv blev överste Bertil Lilliehöök (1870-1967) och hans hustru Eleonor Lilliehöök (sondotter till den ovannämnde Fredrik Anton Berndes) Molnsättras nye ägare år 1927. Gården övergick således efter ett arvskifte 1927 till släkten Lilliehöök af Gälared och Kolbäck. På platsen för den gamla huvudbyggnaden lät den nye ägaren överste Bertil Lilliehöök år 1929 uppföra en ny huvudbyggnad. Det var en herrgård i sten istället för den gamla i trä och byggd i en historieromantiserande stil som var populär under 1900-talets första decennier. Därefter sköttes gården av deras son agronomen  Bertil Lilliehöök (1914-2005). Den sista åkern beställdes 1961. Gården drivs än idag av Bertil Lilliehööks arvingar.

## Byggnader
Två år efter att översten Bertil Lilliehöök och hustru Eleonor blev nya ägare ersattes 1929 den äldre mangårdsbyggnad av nuvarande byggnad. Lilliehöök anlitade arkitekt Wolter Gahn att rita en ny huvudbyggnad, dock i historieromantiserande arkitektur. Resultatet blev ett vitputsat tvåvåningars trähus med säteritak i svenskt traditionellt karolinerstil. Entrédörren härrör från den tidigare huvudbyggnaden. Samtidigt med huvudbyggnaden renoverades den äldre norra flygeln. En södra flygel uppfördes först på 1980-talet. Norr om huvudbyggnaden återfinns gårdens rödmålade ekonomibyggnader som är anordnade i U-form kring en innergård och härrör från slutet av 1800-talet.

### Bilder gården
Huvudbyggnaden

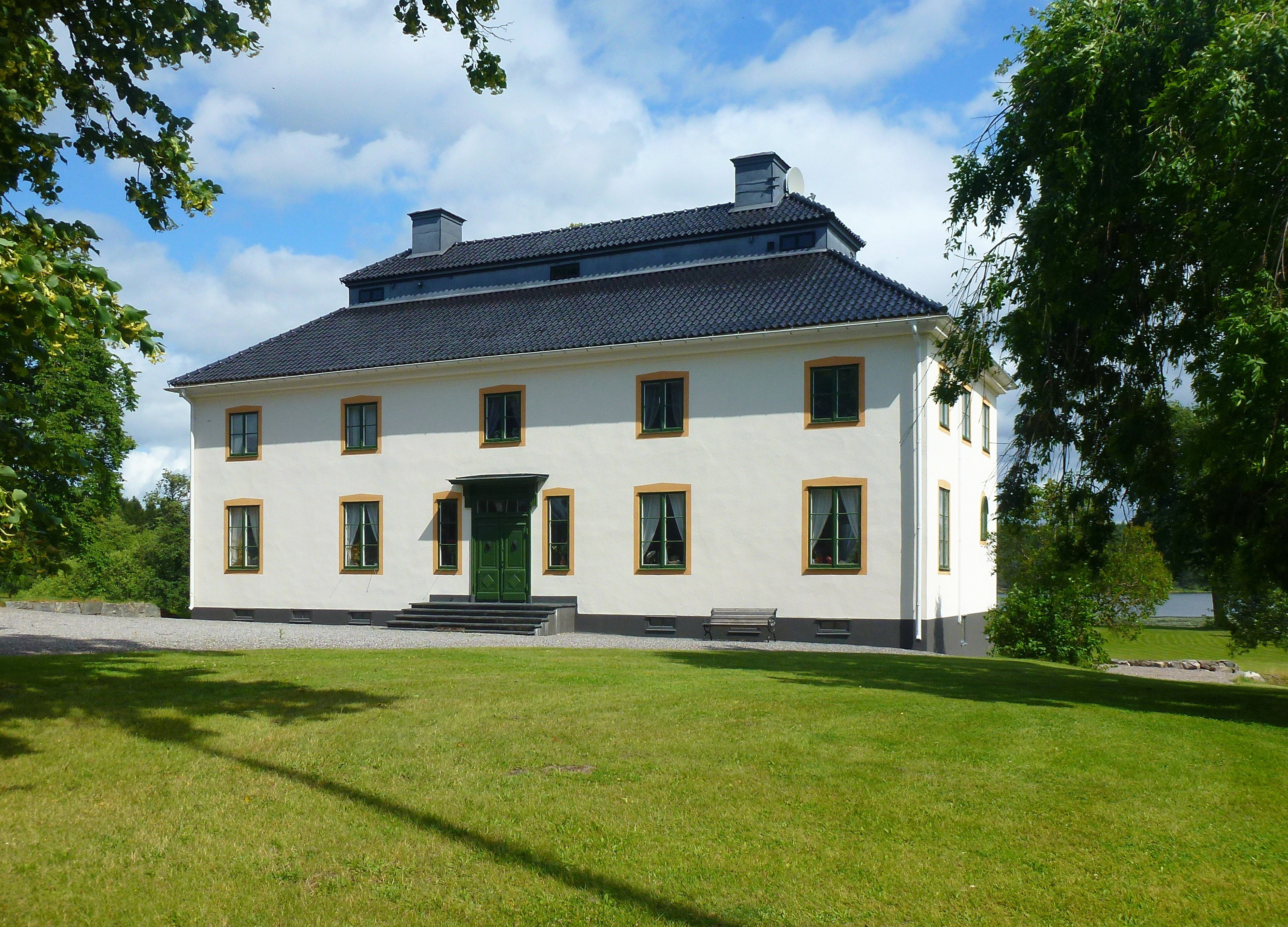
Fasader mot sydväst
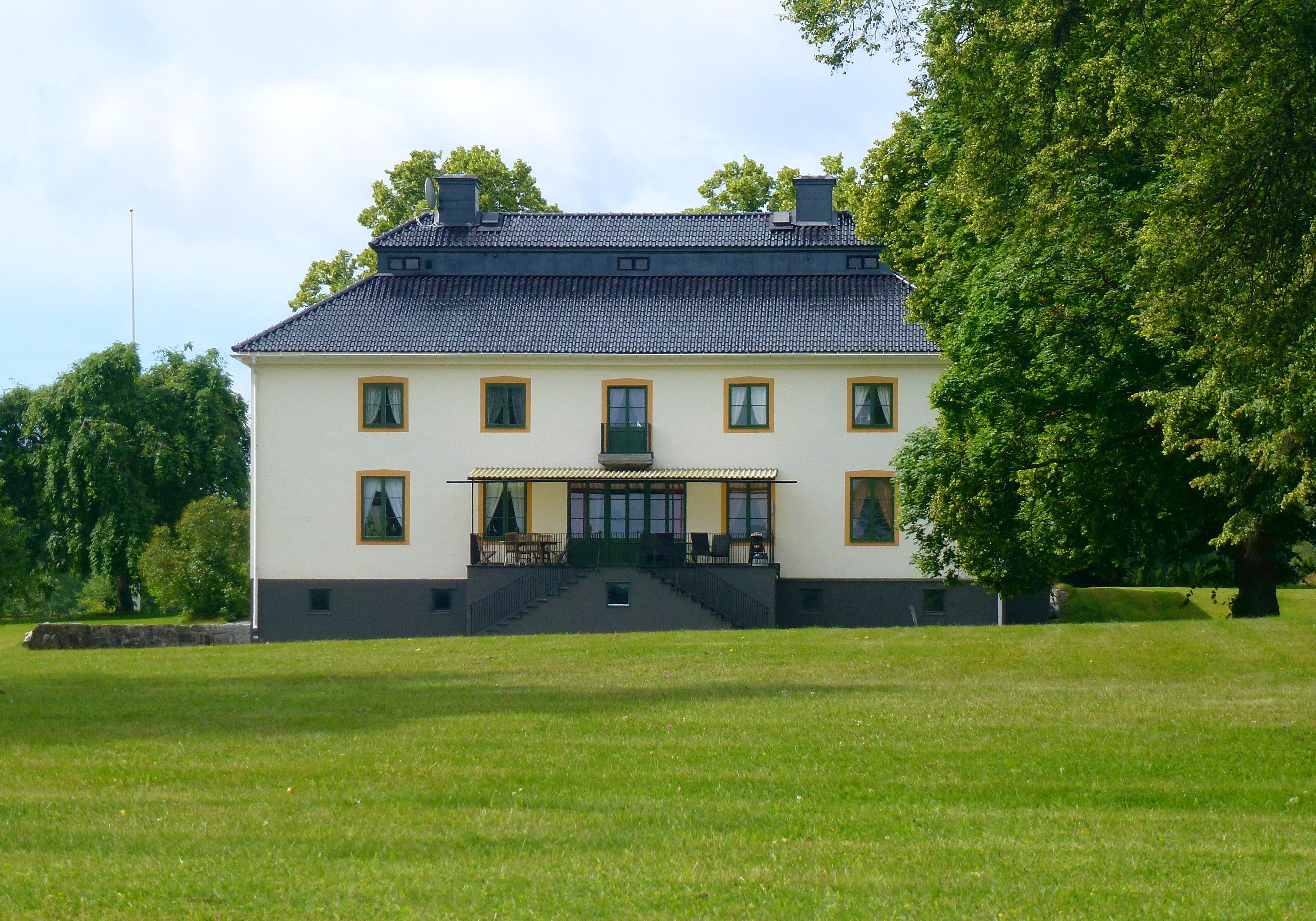
Fasad mot öster och sjön
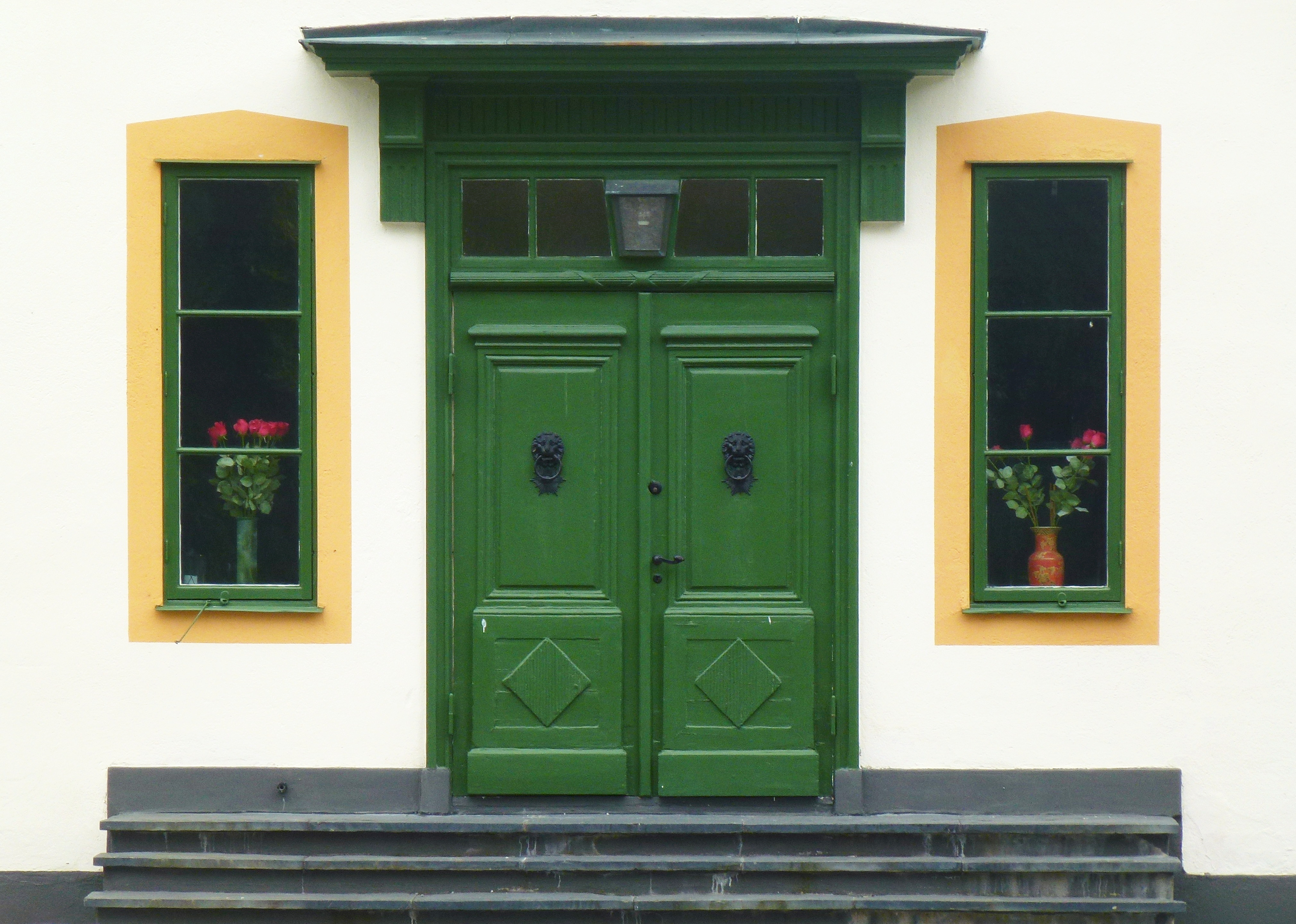
Entrédörr
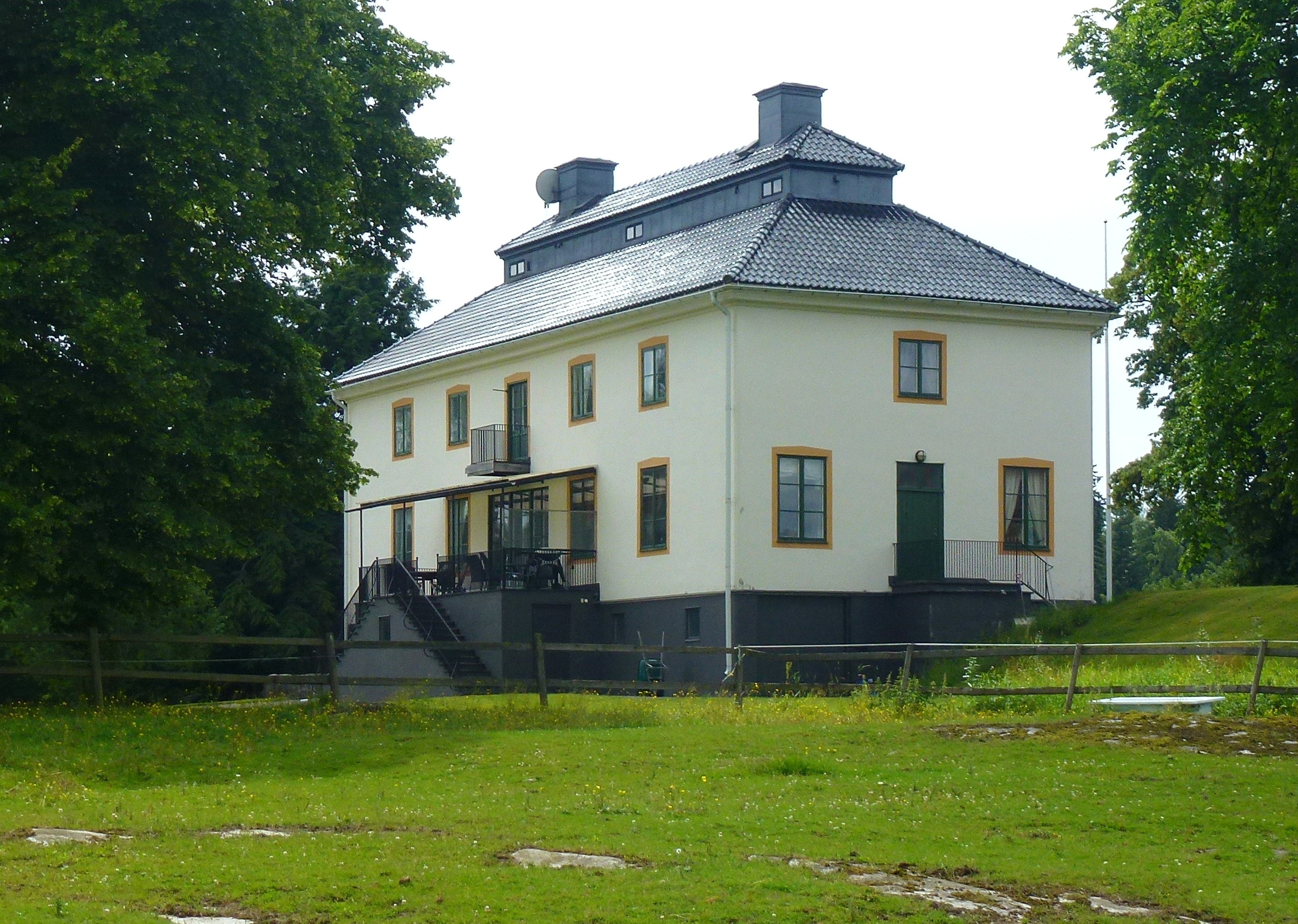
Fasader mot nordost

Övriga byggnader

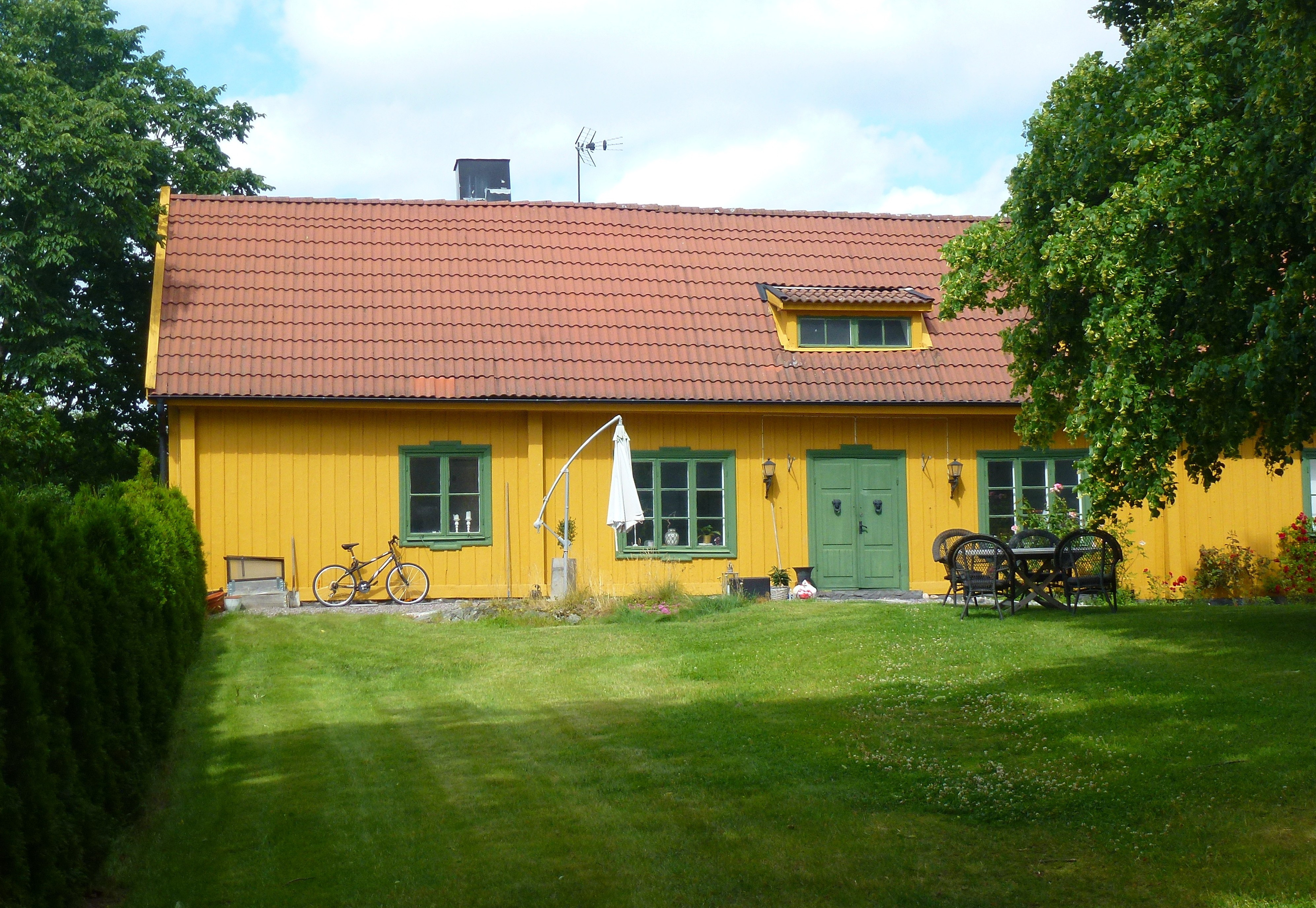
Norra flygeln
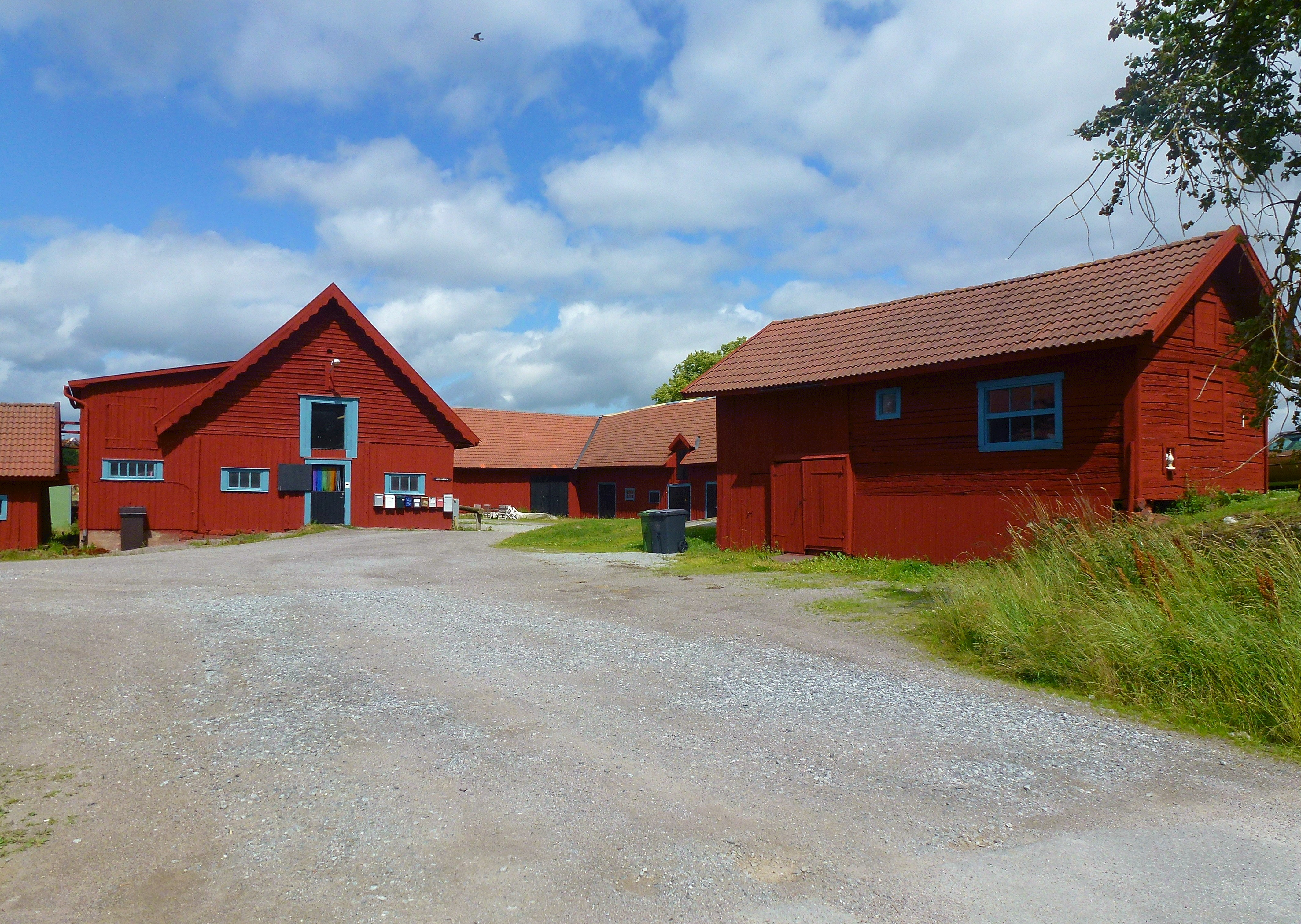
Ekonomibyggnaderna
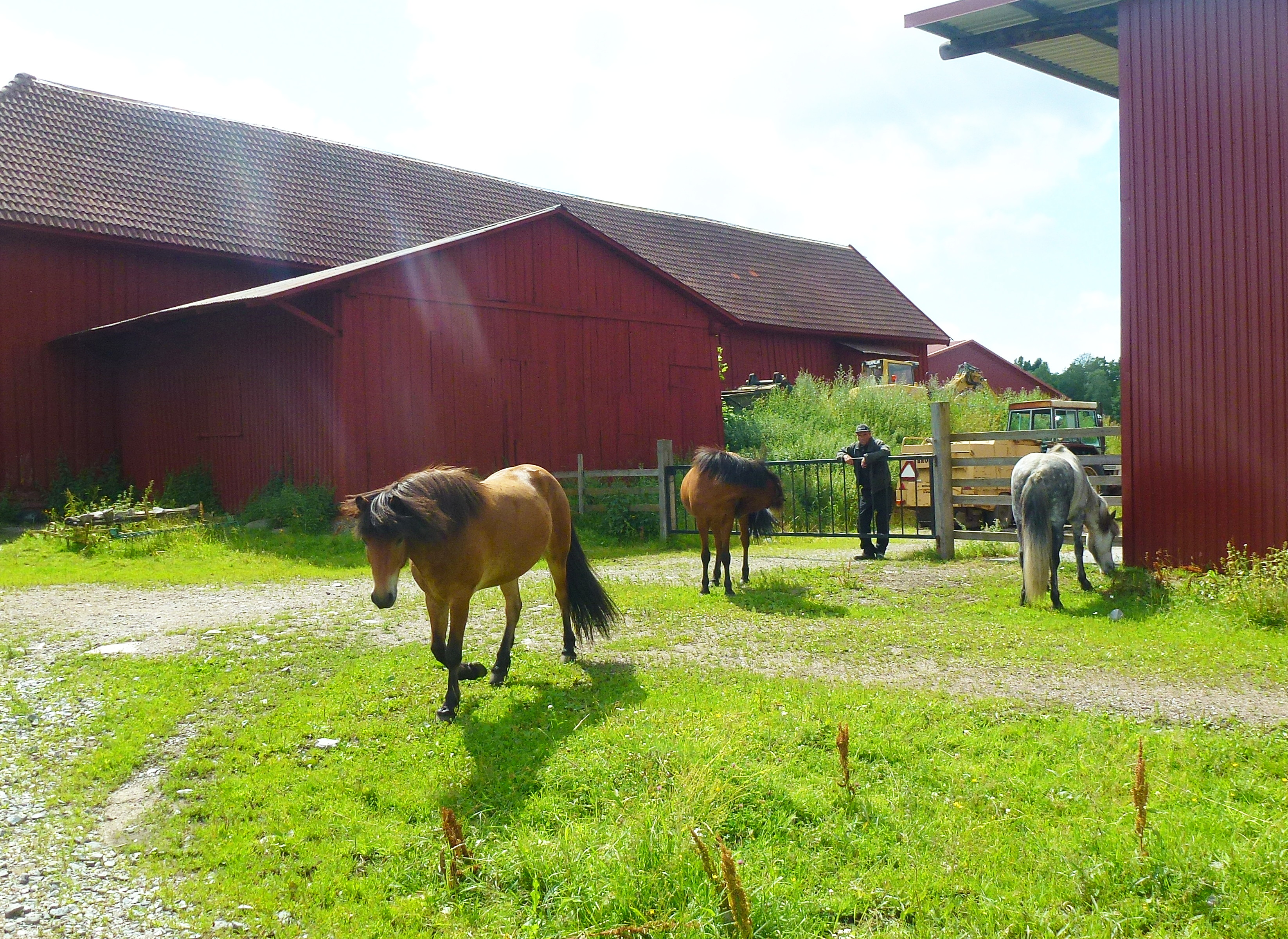
Några av gårdens hästar
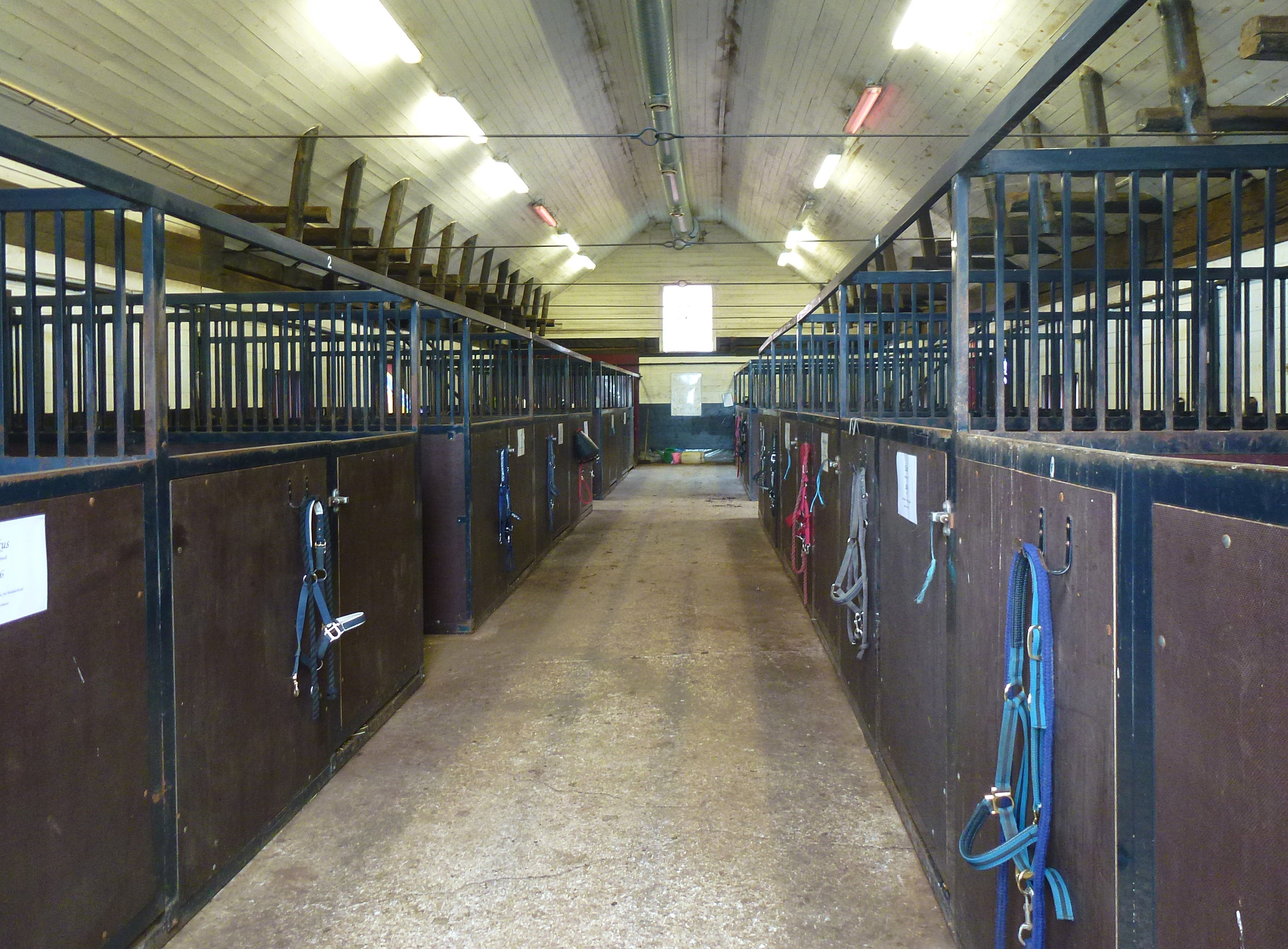
Häststall

## Molnsättra idag
Gården är fortfarande (2015) i släkten Lilliehööks ägo som vid sidan av uppfödning av nötkreatur driver sedan 1981 Molnsättra Gård AB med kärnverksamhet inom försäljning av bland annat gräsmattor, marksten, grus och dräneringsprodukter för trädgård och offentliga miljöer.  Av Tomteberga återstår i dag bara fem husgrunder.
Idag håller kor och hästar betesmarken öppen på ekängarna intill Översjön. Tack vare denna betesdrift har kulturlandskapet än idag samma  lantliga utseende som präglade hela nuvarande Järfälla kommun före sekelskiftet 1900. Ägaren har ingägnat hela området och tillfartsvägarna är säkrade med färistar som förhindrar att gårdens djur "smiter" ut. Marken är tillgänglig för friluftsfolket och ingår sedan 1987 i Molnsättra naturreservat.

### Kulturlandskapet

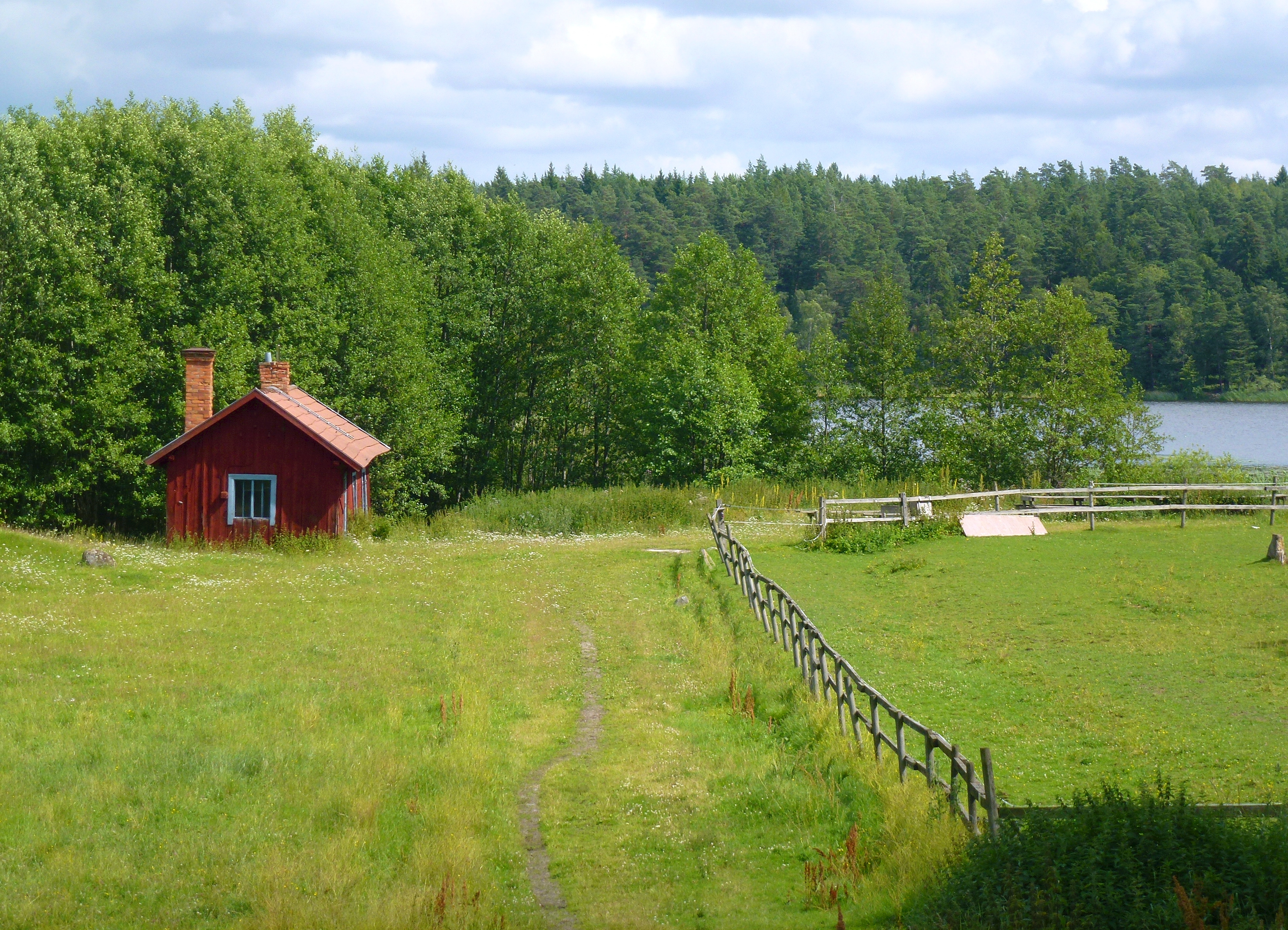
Smedjan och Översjön
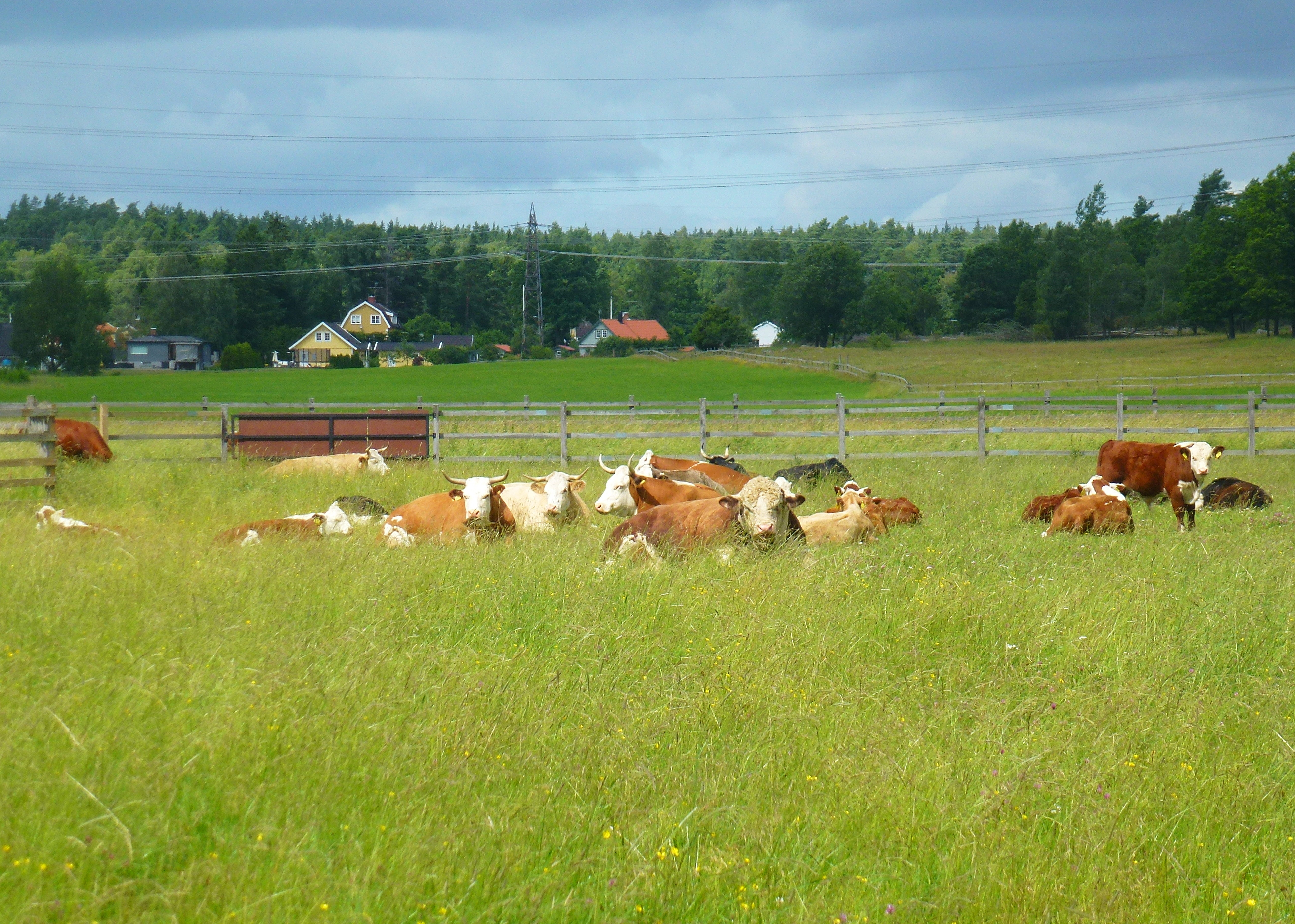
Gårdens nötkreatur
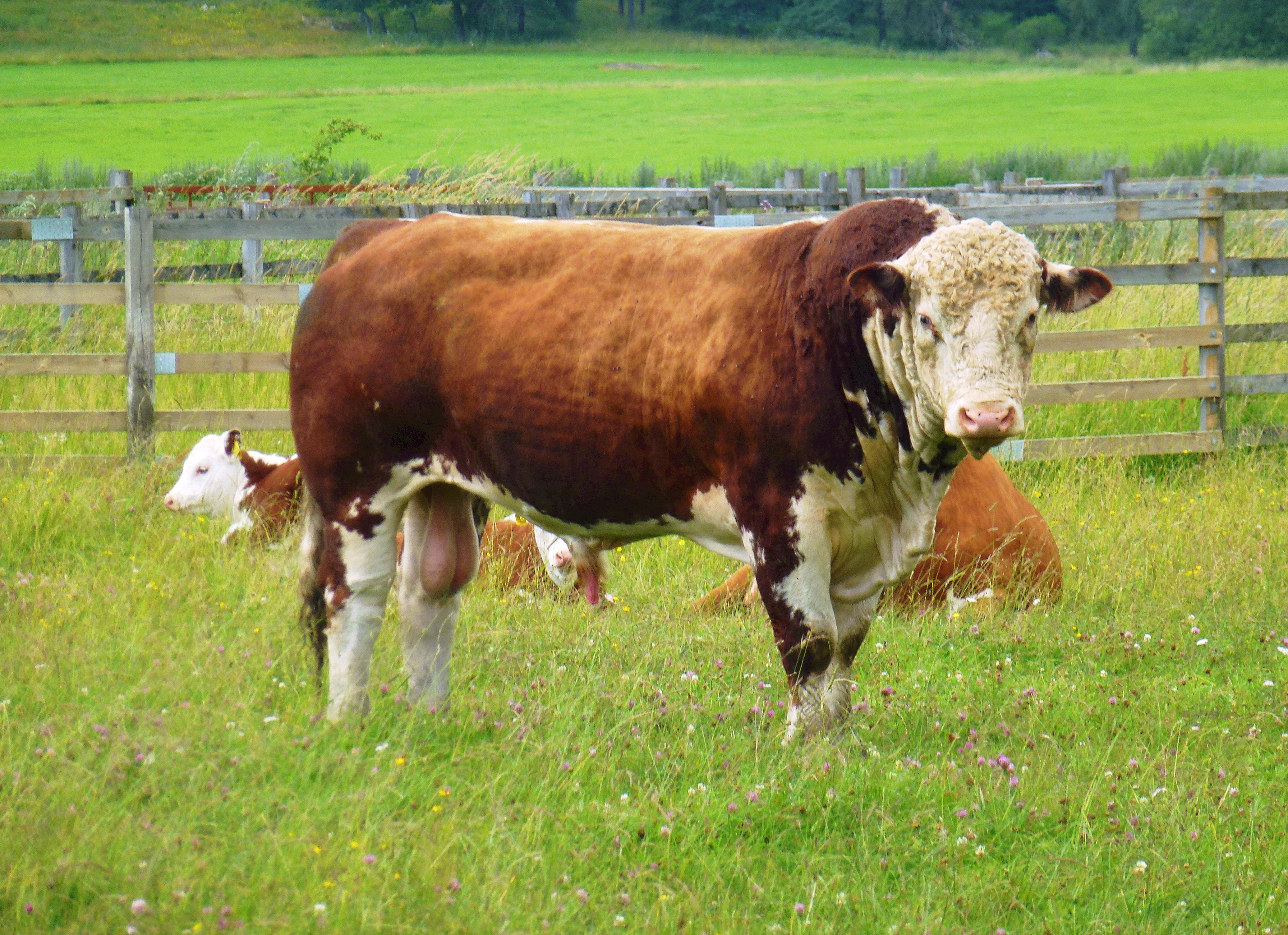
Gårdens avelstjur
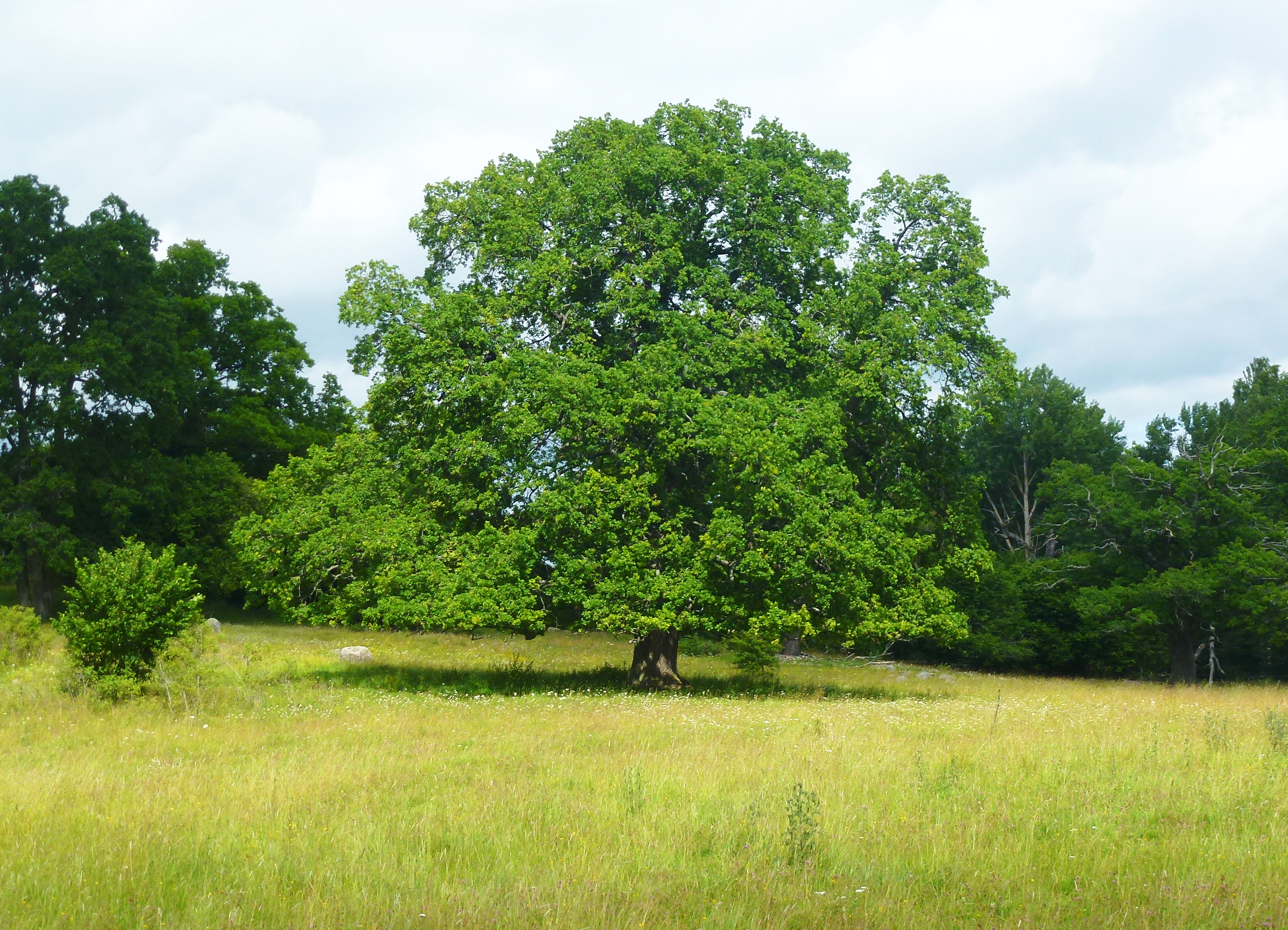
Molnsättras eklandskap